# 奥尔尼略斯德卡梅罗斯
奥尔尼略斯德卡梅罗斯，是西班牙拉里奥哈自治区的一个市镇。总面积12平方公里，总人口15人（2001年），人口密度1人/平方公里。